# Calolziocorte

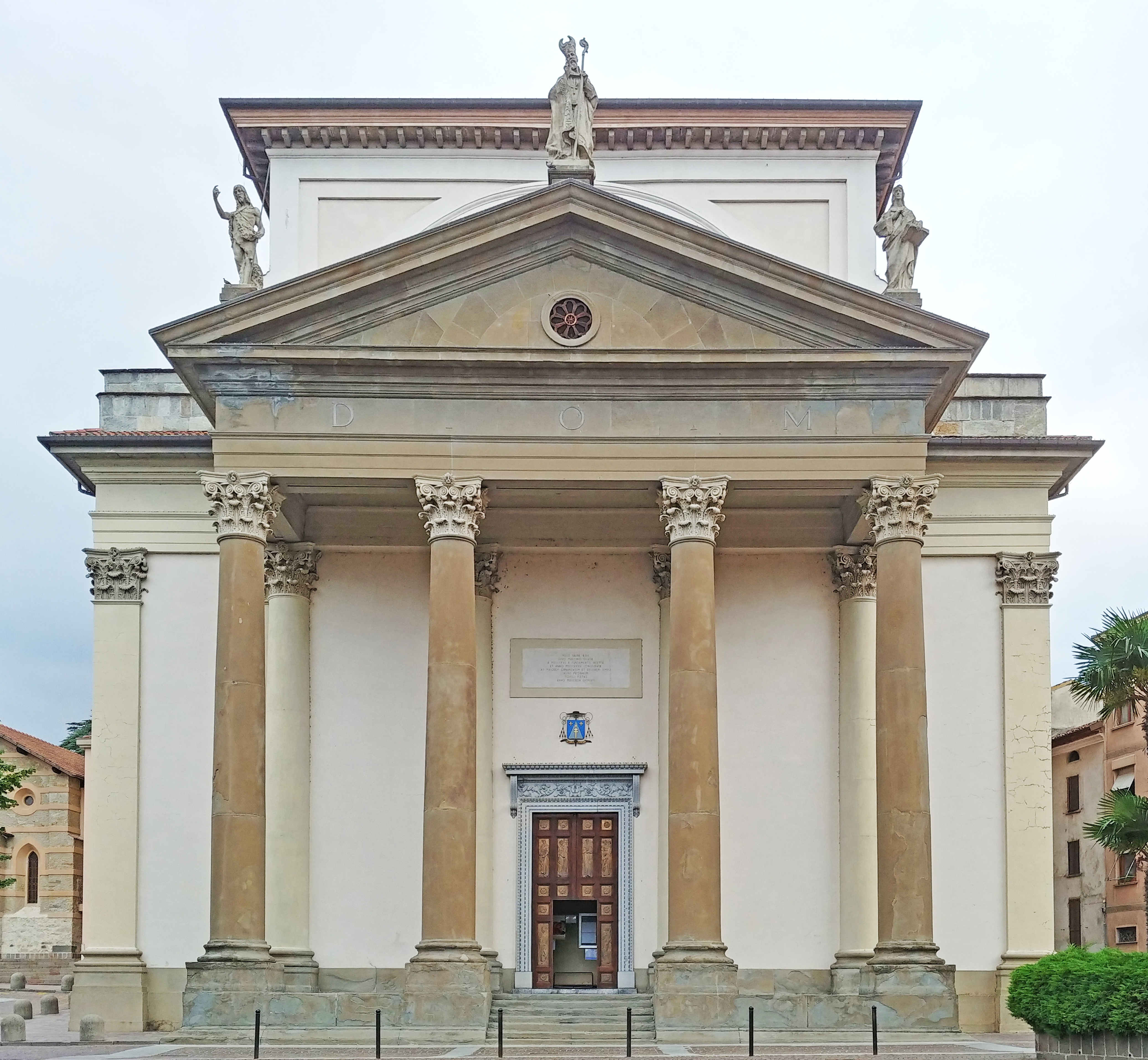
Pfarrkirche San Martino di Tours

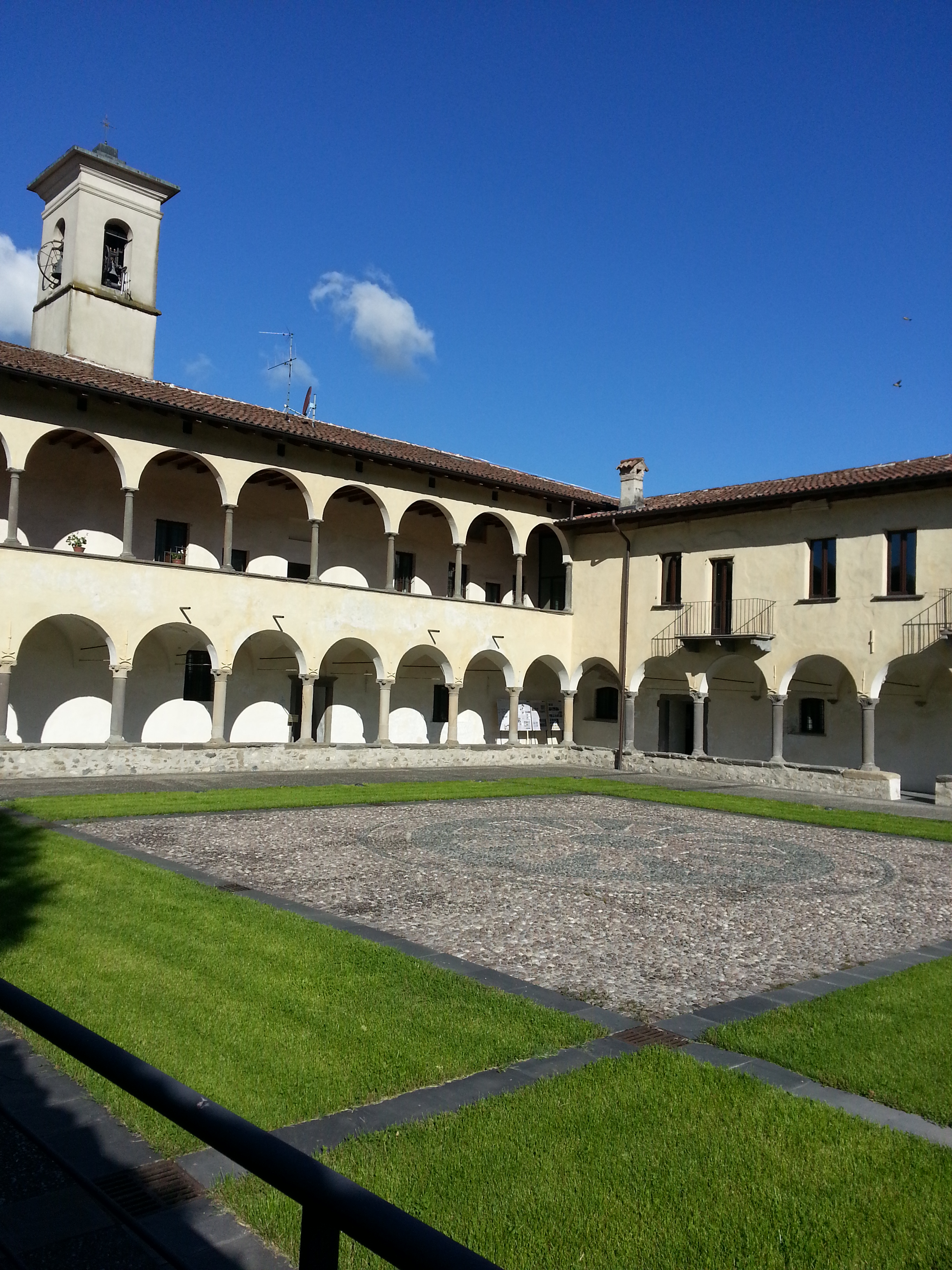
Kloster Santa Maria del Lavello

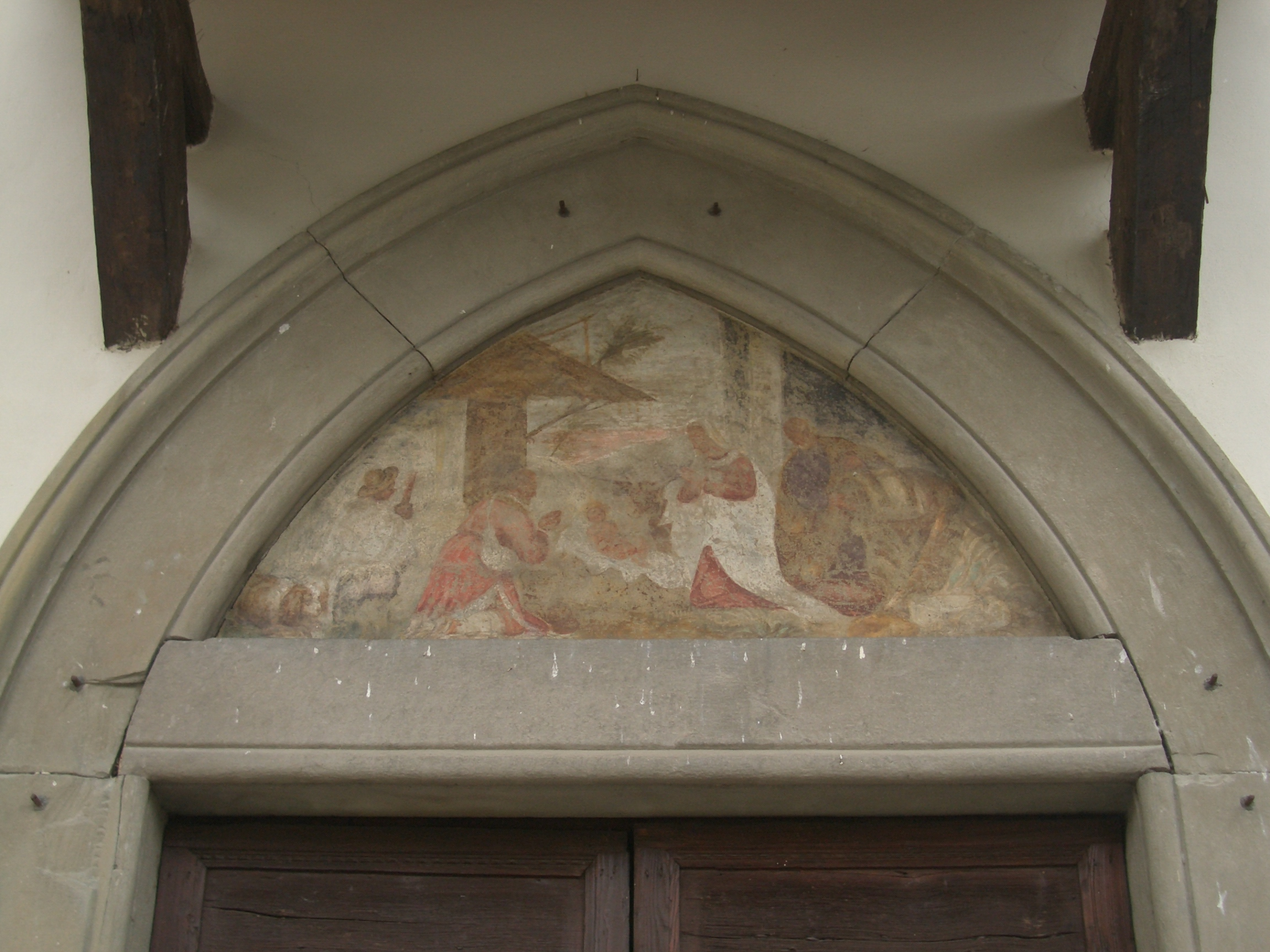
Santa Maria del Lavello, Fresko

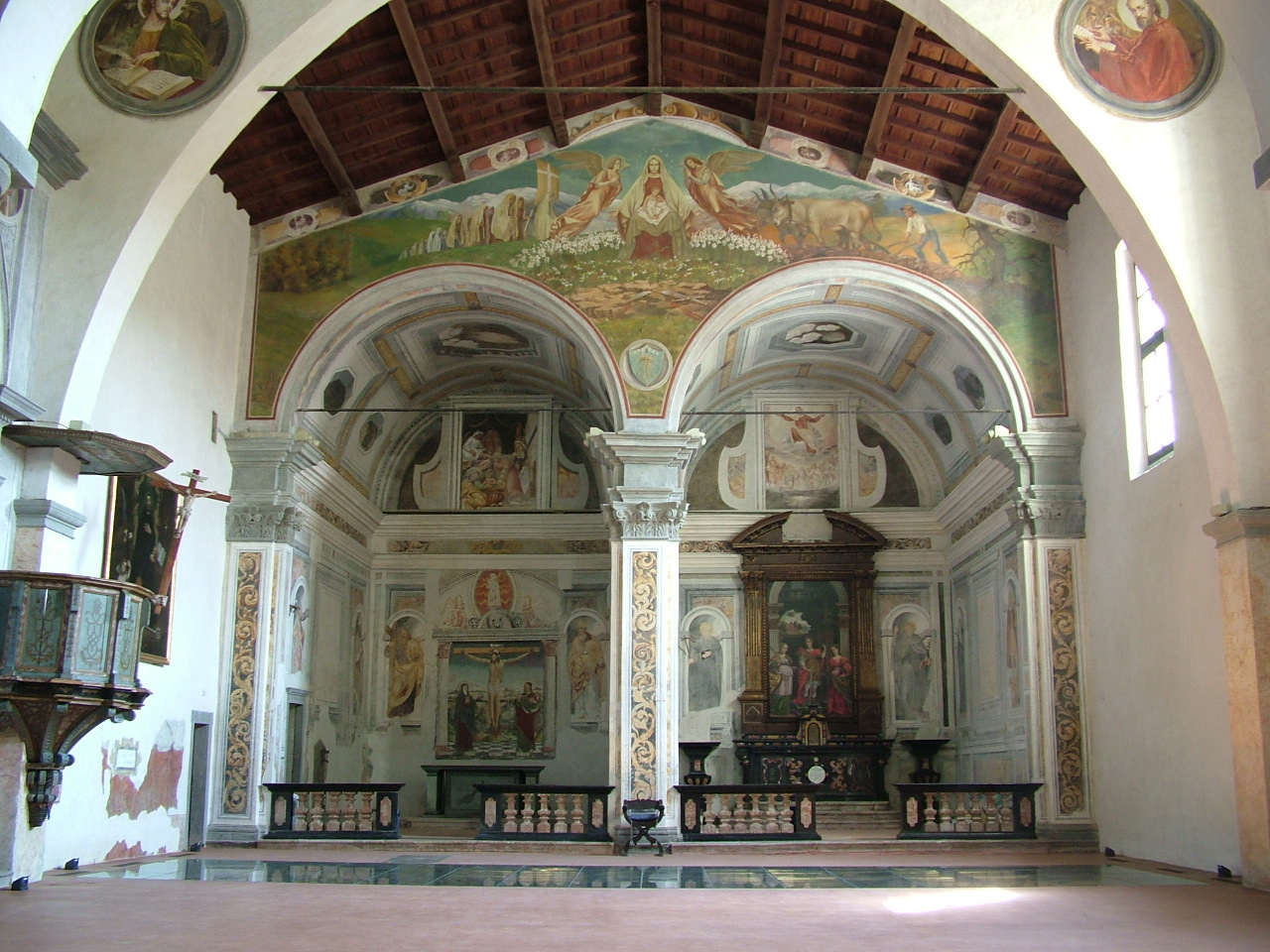
Kirche Santa Maria del Lavello: Innenraum

Calolziocorte ist eine Gemeinde mit 13.635 Einwohnern (Stand 31. Dezember 2023) in der Provinz Lecco, Region Lombardei.

## Geographie
Die Gemeinde ist etwa 7 km von Lecco, 26 km von Bergamo, 30 km von Como, 43 km von Milano entfernt. Die umfasst die Fraktionen Corte, Rossino, Lorentino, Sopracornola, Pascolo, Foppenico, Sala, Galavesa und Cornello. Im Jahr 1971 hatte die Gemeinde Calolziocorte eine Fläche von 914 Hektar.
Die Nachbargemeinden sind Brivio, Carenno, Erve, Monte Marenzo, Olginate, Torre de’ Busi und Vercurago.

## Geschichte
Im Jahr 1331 gehörte es zur facta von Porta Sant’Alessandro (Statuto di Bergamo 1331); Calolzio wird in den Statuten des Tals von 1435 unter den Ländereien, Orten, Villen und Gemeinden der Gemeinde Val San Martino erwähnt (Statuti di Val San Martino 1435); unter der Republik Venedig war die Gemeinde Calolzio immer Teil des Val San Martino und wurde von einem Konsul und zwei Bürgermeistern regiert. Ende des 16. Jahrhunderts gab es 46 Brände und 187 Einwohner; Ende des 18. Jahrhunderts waren es 1.100.
Mit der Aktivierung der Gemeinden der Provinz Bergamo, gemäß der territorialen Aufteilung des Königreichs Lombardo-Venetien (Mitteilung vom 12. Februar 1816), wurde die Gemeinde Calolzio in den Bezirk VII von Caprino aufgenommen. Calolzio, eine Gemeinde mit einer Vorladung, wurde durch die spätere territoriale Aufteilung der lombardischen Provinzen (Mitteilung vom 1. Juli 1844) im Bezirk VII von Caprino bestätigt. Im Jahr 1853 (Anmeldung vom 23. Juni 1853) wurde Calolzio, eine Gemeinde mit einer allgemeinen Versammlung und 810 Einwohnern, in den Bezirk IX von Caprino aufgenommen.
Nach dem vorübergehenden Zusammenschluss der lombardischen Provinzen mit dem Königreich Sardinien wurde die Gemeinde Calolziocorte mit 794 Einwohnern, die von einem fünfzehnköpfigen Gemeinderat und einem zweiköpfigen Stadtrat verwaltet wird, auf der Grundlage der durch das Gesetz vom 23. Oktober 1859 festgelegten Gebietsaufteilung in den Kreis IX von Caprino, Kreis I von Bergamo, Provinz Bergamo, eingegliedert. Bei der Gründung des Königreichs Italien im Jahr 1861 hatte die Gemeinde 825 Einwohner (Volkszählung 1861). Nach dem Gesetz über die Gemeindeorganisation von 1865 wurde die Gemeinde von einem Bürgermeister, einer Junta und einem Rat verwaltet. Im Jahr 1867 wurde die Gemeinde in denselben Bezirk, Kreis und dieselbe Provinz eingegliedert (Verwaltungsbezirk 1867).
Im Jahr 1892 wurden die Ortsteile Gerra und Carsano, die von der Gemeinde Corte abgetrennt wurden, der Gemeinde Calolziocorte zugeschlagen. Im Jahr 1924 wurde die Gemeinde in den Kreis Bergamo der Provinz Bergamo eingegliedert. Nach der Gemeindereform im Jahr 1926 wurde die Gemeinde von einem Podestà verwaltet. Bis 1927 trug die Gemeinde den Namen Calolzio, danach wurde sie in Calolziocorte umbenannt. Im Jahr 1927 wurde der Gemeinde Calolziocorte die aufgelöste Gemeinde Corte angegliedert. Im Jahr 1928 wurden die unterdrückten Gemeinden Lorentino und Rossino zur Gemeinde Calolziocorte zusammengelegt. Nach der Gemeindereform von 1946 wurde die Gemeinde Calolziocorte von einem Bürgermeister, einer Junta und einem Gemeinderat verwaltet. Im Jahr 1971 hatte die Gemeinde Calolziocorte eine Fläche von 901 Hektar.

## Bevölkerung
| Bevölkerungsentwicklung | Bevölkerungsentwicklung | Bevölkerungsentwicklung | Bevölkerungsentwicklung | Bevölkerungsentwicklung | Bevölkerungsentwicklung | Bevölkerungsentwicklung | Bevölkerungsentwicklung | Bevölkerungsentwicklung | Bevölkerungsentwicklung | Bevölkerungsentwicklung | Bevölkerungsentwicklung | Bevölkerungsentwicklung | Bevölkerungsentwicklung | Bevölkerungsentwicklung |
| ----------------------- | ----------------------- | ----------------------- | ----------------------- | ----------------------- | ----------------------- | ----------------------- | ----------------------- | ----------------------- | ----------------------- | ----------------------- | ----------------------- | ----------------------- | ----------------------- | ----------------------- |
| Jahr                    | 1861                    | 1871                    | 1881                    | 1901                    | 1911                    | 1921                    | 1931                    | 1951                    | 1961                    | 1971                    | 1981                    | 1991                    | 2001                    | 2022                    |
| Einwohner               | 3155                    | 3212                    | 3578                    | 4130                    | 4965                    | 5471                    | 6676                    | 8292                    | 10212                   | 13670                   | 14498                   | 14420                   | 13867                   | 13481                   |
| Quelle: ISTAT           |                         |                         |                         |                         |                         |                         |                         |                         |                         |                         |                         |                         |                         |                         |

## Wirtschaft
In Calolziocorte ist seit 1956 der Automobilzulieferer Fontana Pietro SpA ansässig.

## Sehenswürdigkeiten
- Pfarrkirche San Martino[2]
- Wallfahrtskirche Beata Vergine Maria del Buon Consiglio in der Ortschaft Casale[3]
- Kirche Corpus Domini e San Giuseppe operaio in der Ortschaft Foppenico
- Kirche Santa Brigida in der Ortschaft Lorentino
- Kirche Sacra Famiglia in der Ortschaft Pascolo
- Kirche San Lorenzo mit Fresken in der Ortschaft Rossino[4]
- Kirche Immacolata concezione di Maria santissima in der Ortschaft Sopracornola
- Kirche Santi Cosma e Damiano in der Ortschaft Sala
- Kloster Santa Maria del Lavello
- Wallfahrtskirche Beata Vergine del Lavello (10. – 14. Jahrhundert)[5] mit Fresko der Kreuzigung[6]
- Schloss Rossino